# معركة تادمايت (1844)
معركة تادمايت في أبريل 1844م شملت أرجاء شرق مدينة الجزائر إلى غاية مرتفعات تادمايت في منطقة القبائل.

## المعركة
قام «الجنرال بيجو» بتنظيم حملة عسكرية ضد الخليفة «أحمد بن سالم» في منطقة تادمايت أثناء شهر أفريل 1844م ليحذر منطقة القبائل التي لا تزال وفية لدولة الأمير عبد القادر.
وكان انطلاق قوات «الجنرال بيجو» من الحراش بتاريخ 27 أفريل 1844م في جيش تعداده ما بين 6.000 و8.000 جندي بعد أن تم تجميع الحشد منذ تاريخ 25 أفريل 1844م، وبعد 18 يوما من السير نحو جرجرة تخلله اشتباكان مع المقاومين الجزائريين، تم الإبقاء على جزء من هذا الحشد في تادمايت تحت قيادة «الجنرال جنتيل» و«الجنرال كورت» و«العقيد شميت»، لتواصل البقية التقدم نحو جبال «سيدي علي بوناب».
أما «الجنرال بيجو» فقد واصل تقدمه نحو قبائل ودواوير «فليسة الجبل» قبل أن يتم الهجوم على القوات الفرنسية من طرف فرسان «أحمد بن سالم» ثم يبادر الجزائريون إلى الانسحاب الفوري نحو مرتفعات «سيدي علي بوناب».
وبعد 14 ساعة من المعركة والاشتباك بين الطرفين، قرر «الجنرال بيجو» الانسحاب بعد أن فقد 32 جنديا فرنسيا.
وكانت خسائر المقاومين الزواوة كبيرة كذلك، في حين أن بعضا من قراهم تم إحراقها وتخريبها.
فإذا بقائد «فليسة الجبل» المدعو «بن زعموم» يتقدم نحو مخيم الفرنسيين بعد نهاية المعركة ليوقع الهدنة مع فرنسا ويحصل على تثبيته كقائد على قبيلته من طرف فرنسا.
ذلك أن «فليسة الجبل» كانت تضم 30.000 جندي محارب، وكانت معركة شهر أفريل 1844م قد شهدت مشاركة 18.000 جندي جزائري لمواجهة 2.600 جندي فرنسي بعد أن تم الإبقاء على أكثر من 3.400 جندي فرنسي في تادمايت.